# Sacbé
Sacbé (również sakbé, liczba mnoga: sacbeob) – budowane przez dawnych Majów utwardzone trakty, łączące poszczególne ośrodki polityczno-rytualne. Zachowały się zwłaszcza na Jukatanie. Nazwa pochodzi z języka Majów (sac „biały”; bé „droga”), związana jest z białymi kamieniami wapiennymi, którymi brukowane te drogi. Najłatwiej dostępne fragmenty sacbéob znajdują się na stanowiskach archeologicznym Chichén-Itzá, Uxmal i Kabáh oraz Dzibilchaltun. Najdłuższą z dotychczas odkrytych sacbé jest droga o długości 300 km, łącząca Meridę poprzez Izamal z wybrzeżem karaibskim w pobliżu Puerto Morelos.

## Galeria

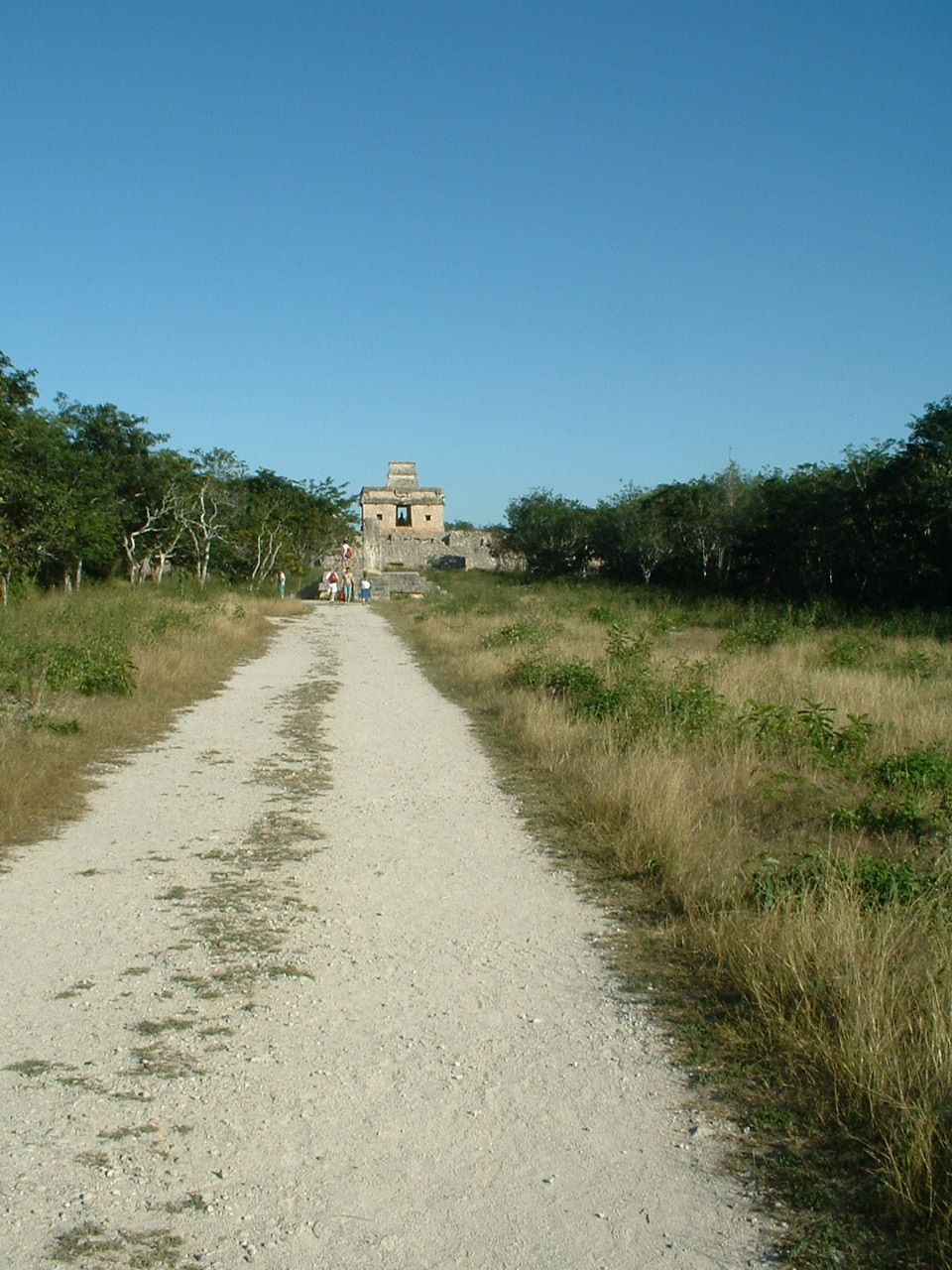
Sacbé w Dzibilchaltún
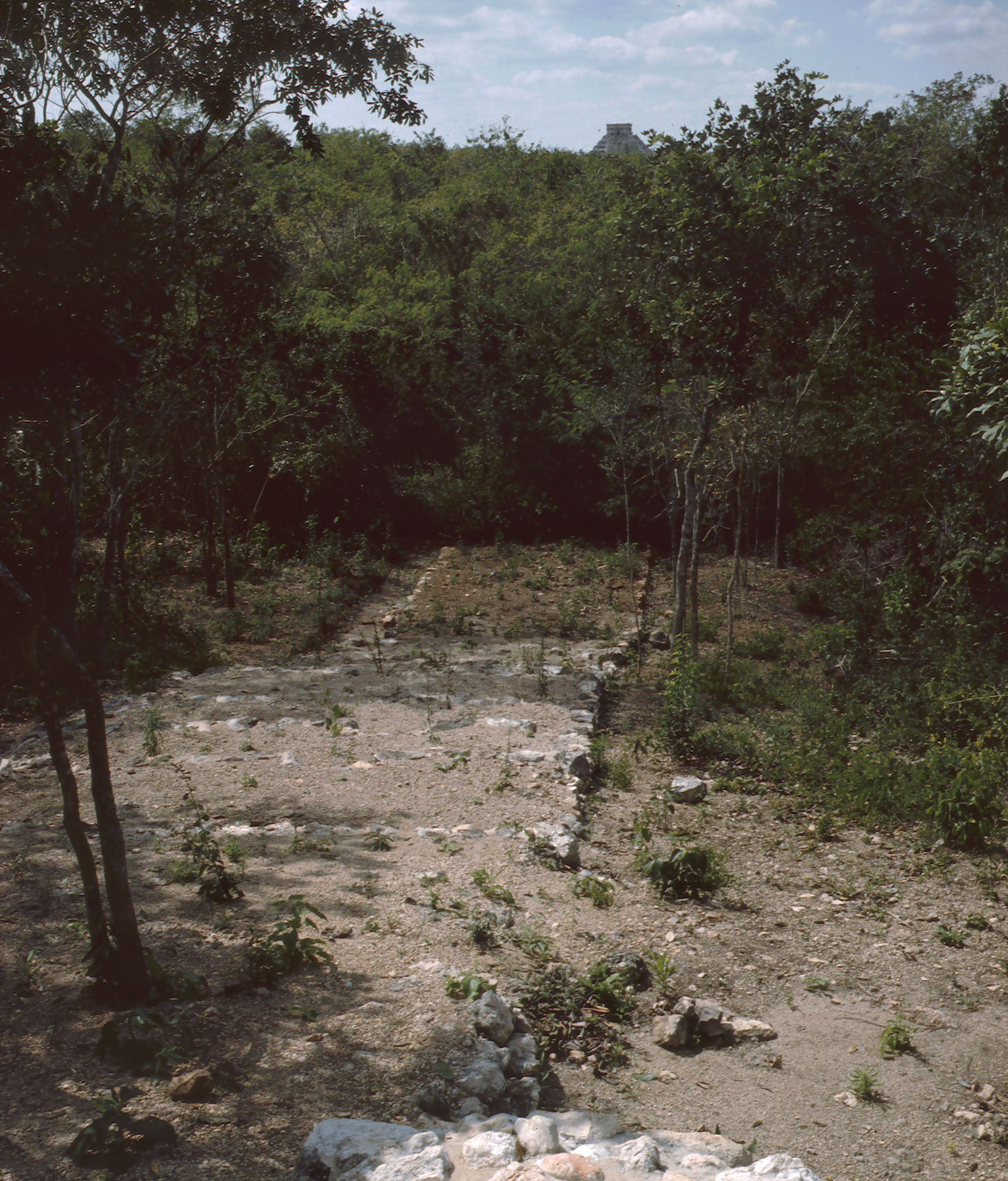
Sacbé w Chichen Itza
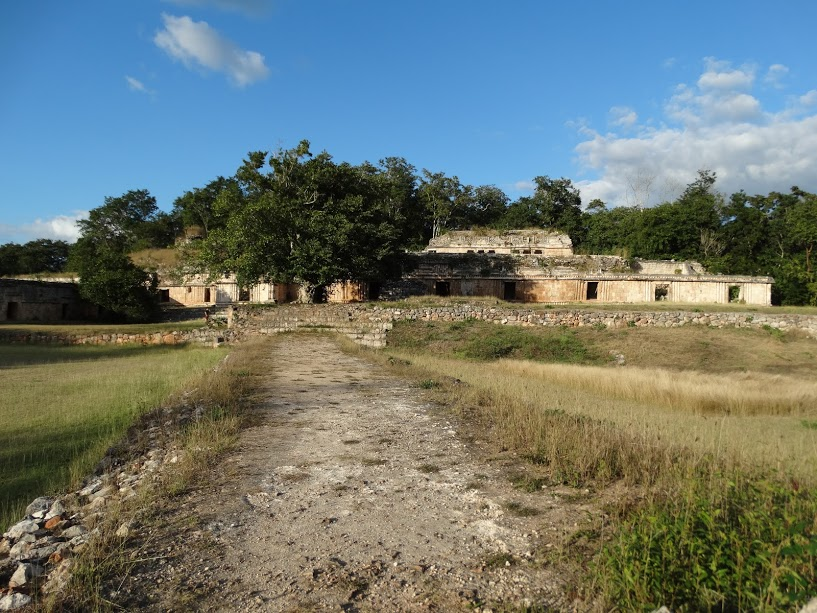
Sacbé w Labna
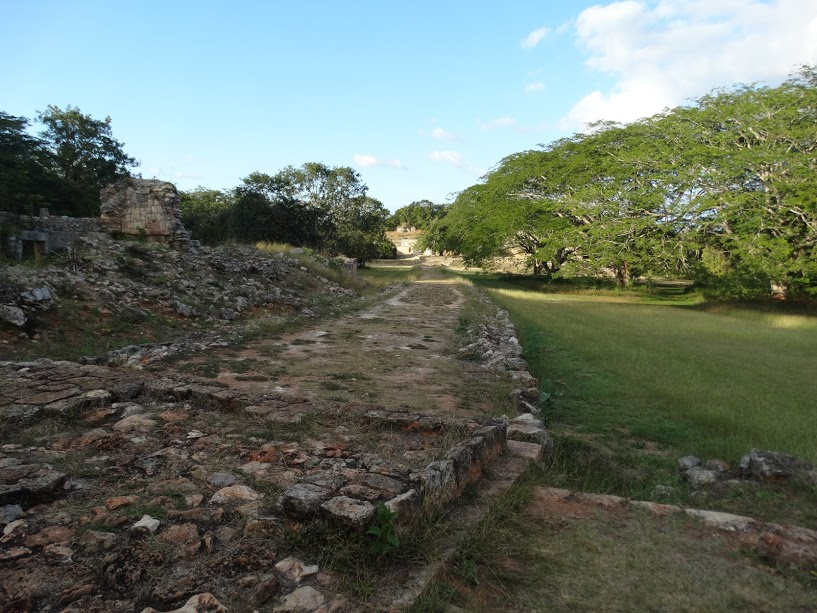
Sacbé w Labna